# Станіслав Копанський
Станіслав Копанський (народився 7 травня?/19 травня 1895, Санкт-Петербург, помер 23 березня 1976, Лондон) — генерал-майор Війська Польського, воєначальник та інженер. У 1943—1947 роках — начальник штабу Головнокомандувача, потім — генеральний інспектор Польського навчального та дислокаційного корпусу, у 1970—1972 роках — член Ради трьох.